# Liu Yuanyuan
Liu Yuanyuan (cinese 柳 圆圆; 17 marzo 1982) è un'ex biatleta e fondista cinese.

## Biografia

### Gli inizi nel biathlon
Iniziò praticando il biathlon; prese parte due edizioni dei Mondiali juniores e ai Mondiali di Chanty-Mansijsk 2003 (9ª nella staffetta il miglior piazzamento).
In Coppa del Mondo esordì il 3 dicembre 1999 a Hochfilzen (83ª).

### Il passaggio allo sci di fondo
Dalla stagione 2005-2007 si dedicò allo sci di fondo; prese parte ai Mondiali di Sapporo 2007 (10ª nella staffetta il miglior piazzamento) e a un'edizione dei Giochi olimpici invernali, Torino 2006 (45ª nella 30 km, 32ª nell'inseguimento, 16ª nella staffetta).
In Coppa del Mondo esordì il 15 marzo 2006 a Changchun (29ª) e ottenne il miglior piazzamento 16 febbraio 2007 nella medesima località (4ª).

### Il ritorno al biathlon
Dal 2008-2009 tornò al biathlon partecipando anche a un'altra rassegna iridata, Pyeongchang 2009 (52ª nell'individuale) e ottenendo l'unico podio in Coppa del Mondo: il 14 marzo 2009 a Vancouver Whistler (2ª).

## Palmarès

### Biathlon

#### Mondiali juniores
- 1 medaglia:
  - 1 bronzo (staffetta a Hochfilzen 2000)

#### Coppa del Mondo
- Miglior piazzamento in classifica generale: 71ª nel 2009
- 1 podio (a squadre):
  - 1 secondo posto

### Sci di fondo

#### Coppa del Mondo
- Miglior piazzamento in classifica generale: 53ª nel 2007